# Десенка (приток Малицы)
Десенка — река в Тверской области России.
Протекает по территории Лихославльского и Калининского районов. Устье реки находится в 6,5 км по левому берегу реки Малицы. Длина реки составляет 15 км, площадь водосборного бассейна — 57,6 км².

## Данные водного реестра
По данным государственного водного реестра России относится к Верхневолжскому бассейновому округу, водохозяйственный участок реки — Тверца от истока (Вышневолоцкий гидроузел) до города Тверь, речной подбассейн реки — Волга до Рыбинского водохранилища. Речной бассейн реки — (Верхняя) Волга до Куйбышевского водохранилища (без бассейна Оки).
Код объекта в государственном водном реестре — 08010100512110000002338.